# Prosoplus metallescens
Prosoplus metallescens là một loài bọ cánh cứng trong họ Cerambycidae.